# Чіит

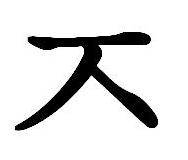
чіит (хангиль)

Чіит (знак: ㅈ; кор. 지읒 [ʦi.ɯt̚] ) - літера корейського алфавіту .
На початку слова, після приголосних, крім міим, ніин, іин, ріиль і перед ㅓ (о), ㅘ (уа), ㅚ (уе), ㅞ (уе), ㅟ (уі) и ㅙ (ує) — «Ч» (глуха постальвеолярна африката).
Між голосними і після приголосних міим, ніин, іин і ріиль - "Д" (дзвінкий альвеолярний вибуховий).